# ヤン・フィリップ・ファン・ティーレン
ヤン・フィリップ・ファン・ティーレン（Jan Philip van Thielen 、Jan Philips van Thielenとも 、1618年4月1日（洗礼日）- 1667年）は、フランドルの画家。花の絵や花環図(garland)を得意とした。

## 略歴
メヘレンで生まれた。1631年か1632年の間にアントウェルペンに移り、1627年に姉と結婚して義理の兄となった画家のテオドール・ロンバウツのもとで絵を学んだ 。1940年頃、アントウェルペンの聖母大聖堂の助祭の一族の娘と結婚し、その姉妹と結婚した画家のエラスムス・クエリヌス2世とも義理の兄弟となった。
花の絵が好きであったファン・ティーレンはこの頃、ダニエル・セーヘルスのもとで学び始めた。1642年にアントウェルペンの聖ルカ組合の親方になった。 1640年代半ばから亡くなるまで花環図(garland)や花の静物画を描いた。当時のフランドルなどで一般的であった、共作も多く行い、他の画家が描いた肖像画や宗教画の画像の周りをファン・ティーレンが花環で飾った。共作をした画家には義理の兄弟で人物画が得意なエラスムス・クエリヌス2世や、フランス・フランケン2世、コルネリス・スフート、コルネリス・ファン・プーレンブルフらがいた。18世紀初めに画家の伝記を出版したアルノルト・ホウブラーケンによれば、ファン・ティーレンの花の絵は人気があり、スペイン王室からも注文があったとされる。
1659年までアントウェルペンで活動し、1660年にメヘレンに移り、メヘレンの聖ルカ組合の会員になった。
メヘレン近くのハイスト＝オプ＝デン＝ベルグ(Heist-op-den-Berg)で没した。
マリア＝テレジア・ファン・ティーレン(Maria Theresia van Thielen: 1640-1706)を含むファン・ティーレンの3人の娘たちは父親から絵を学び、花の静物画を描く画家になったと伝えられているが、マリア＝テレジを除いては作品は残っていない。

## 作品

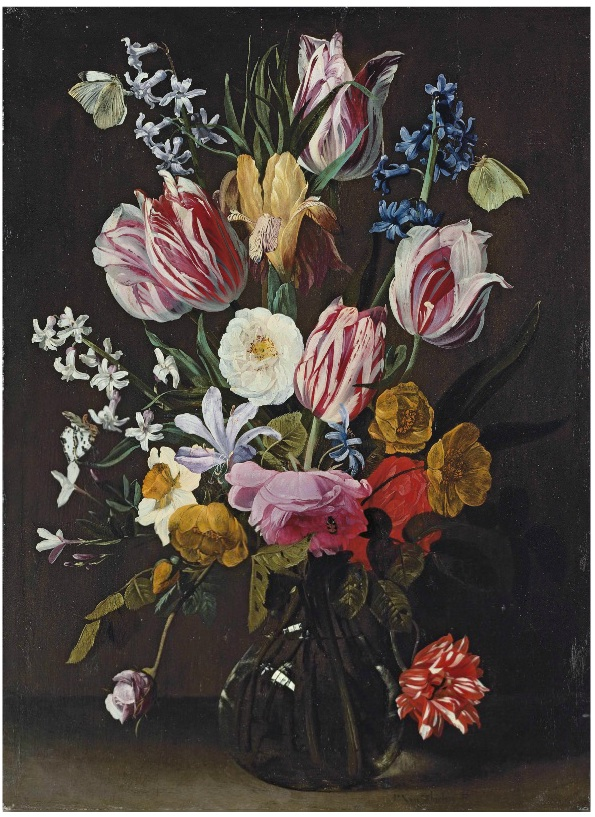
庁などがいる花瓶のチューリップなどの花
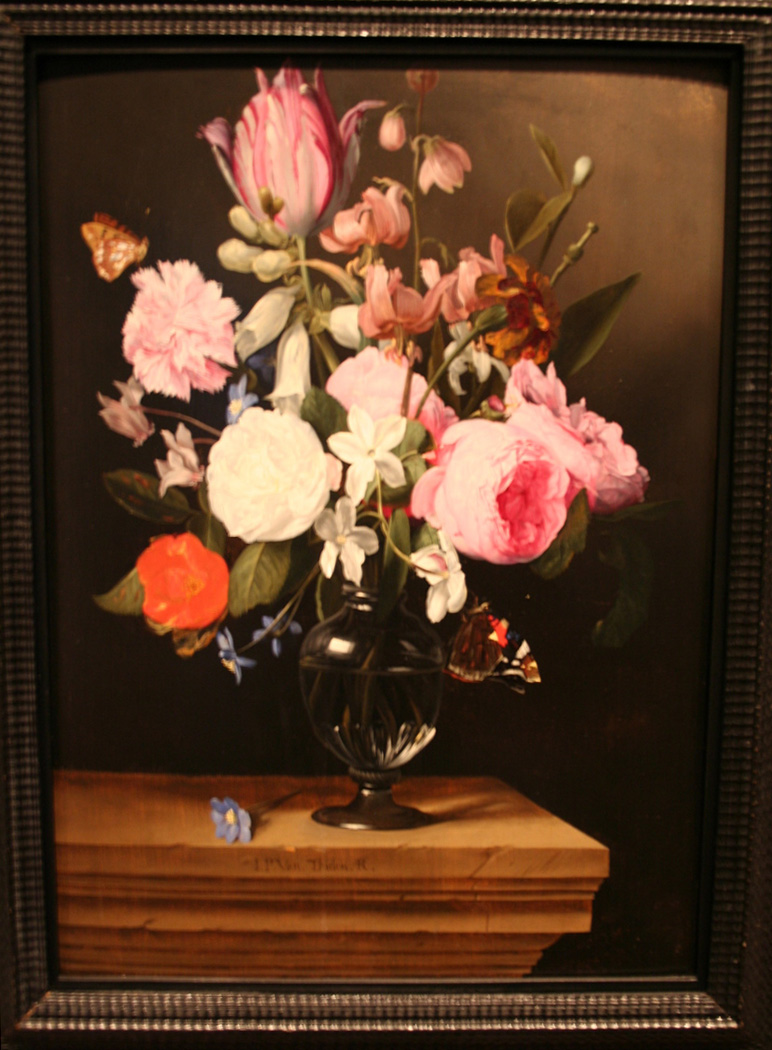
静物画 ホノルル美術館蔵
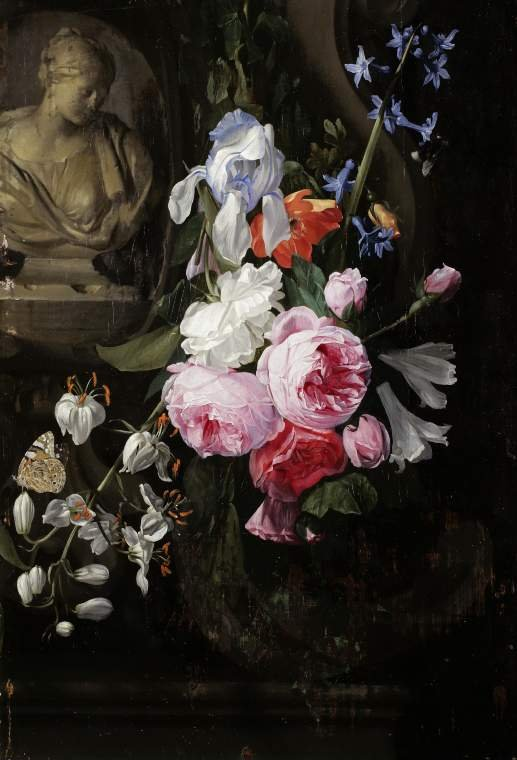
静物画 フィッツウィリアム美術館蔵
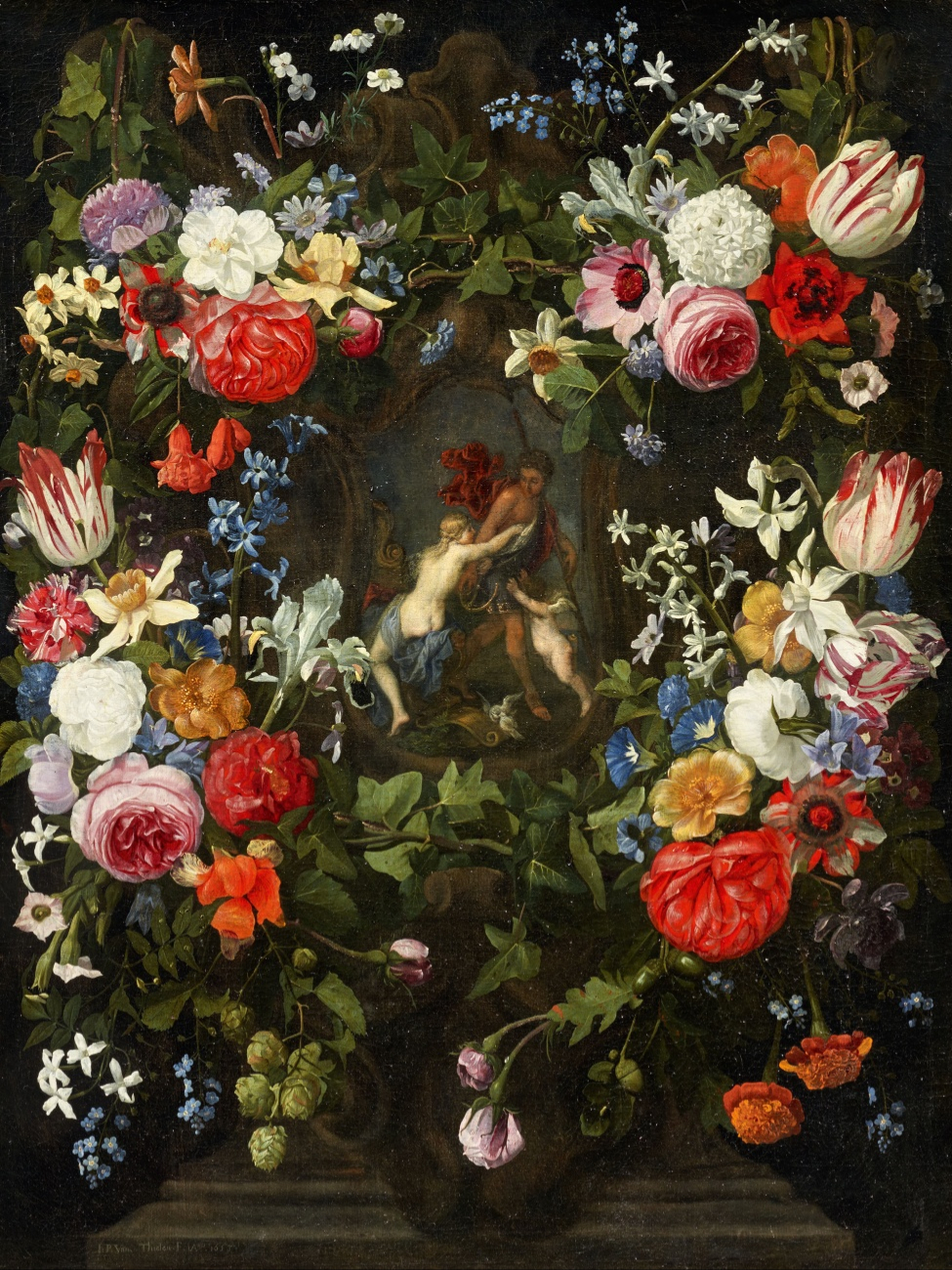
アドニスとヴィーナスが描かれた花環図(garland) (1657)
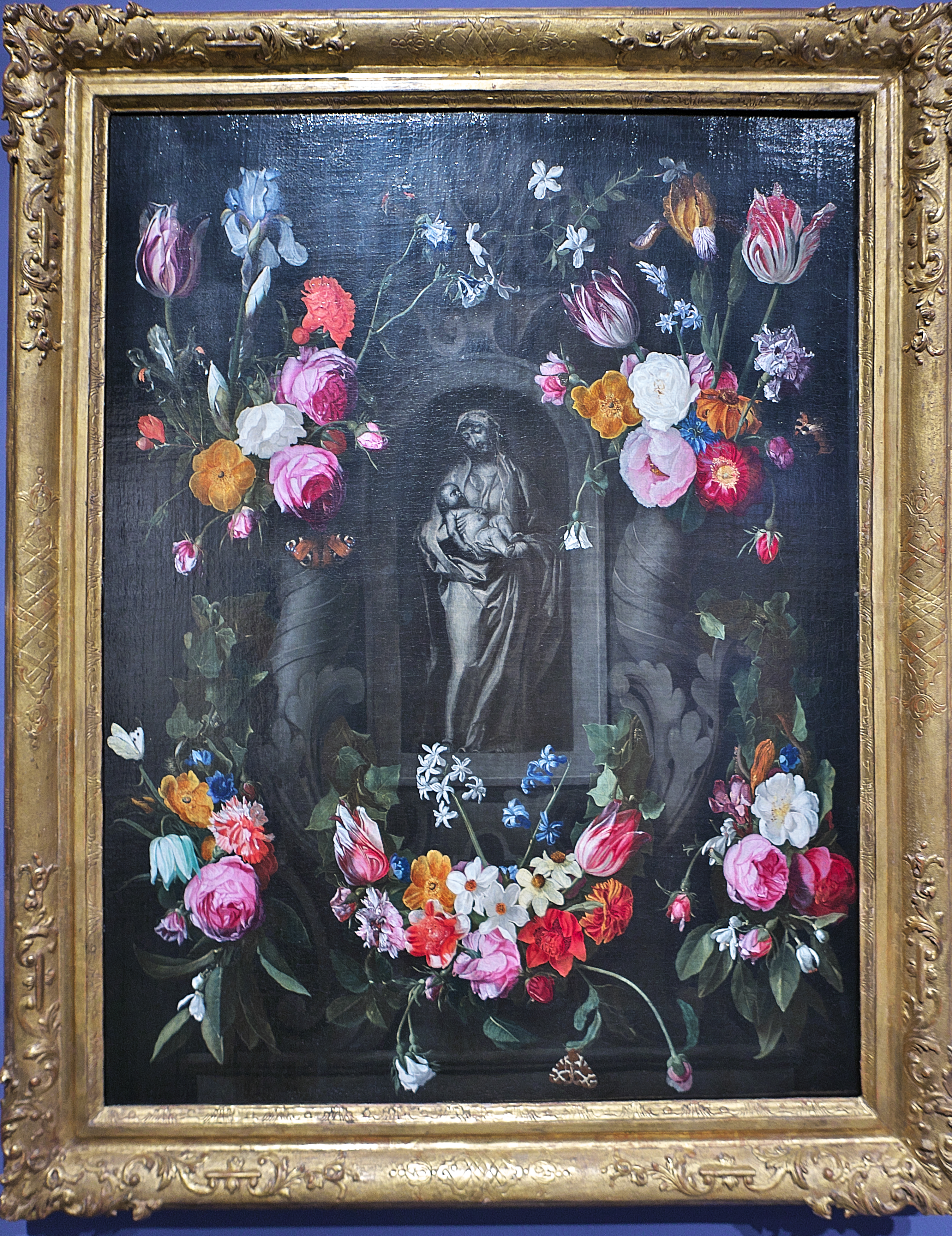
聖母子が描かれた花環図 エラスムス・クエリヌス2世と共作